# 濃縮咖啡機

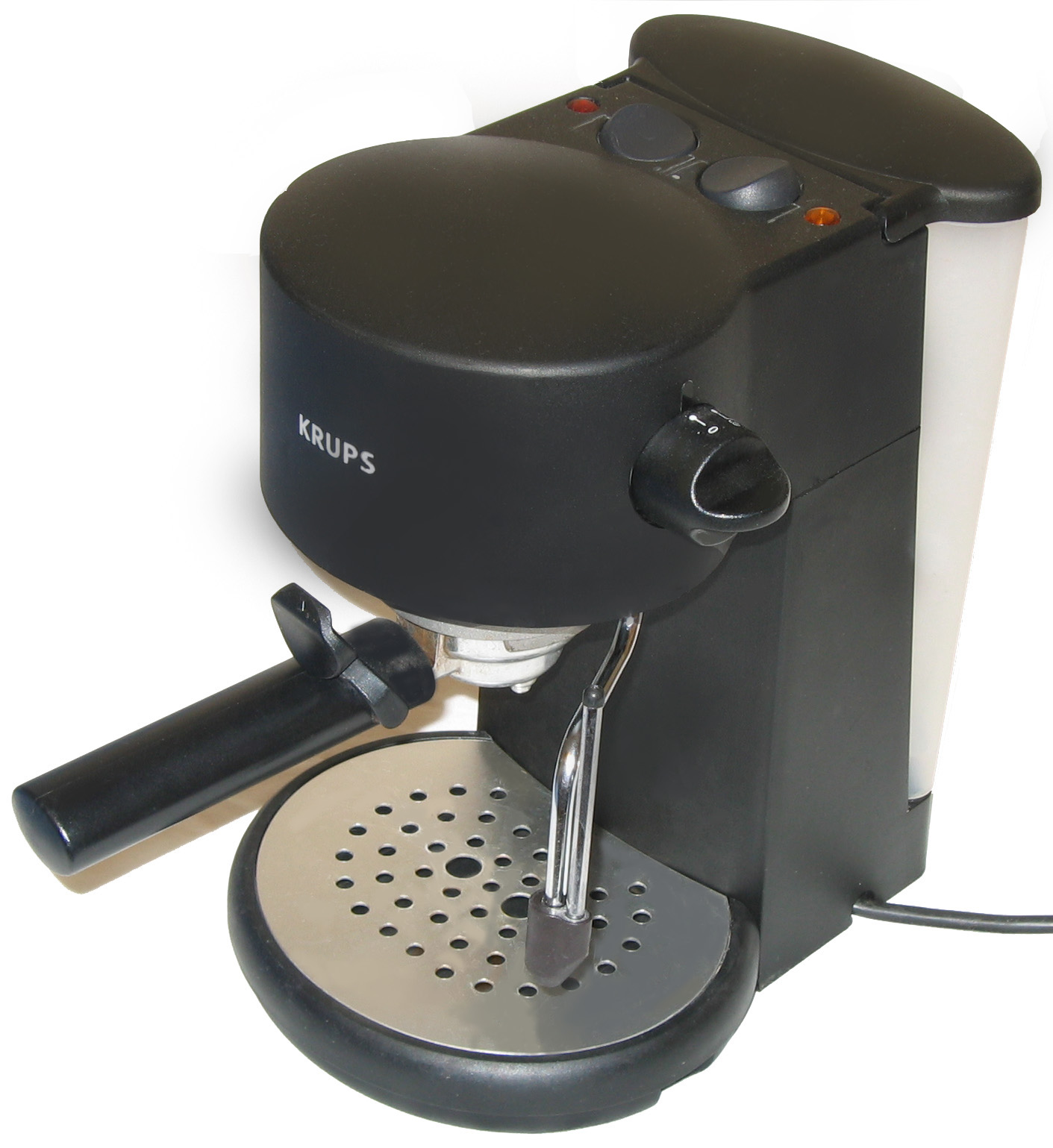
濃縮咖啡機

濃縮咖啡機是一種能产生浓缩咖啡的咖啡機。1884年，意大利都灵的安傑洛·莫里安多制造了全球第一台浓缩咖啡机并申请了专利。1903年4月28日，Luigi Bezzera申请了改进浓缩咖啡机设计的专利。这项专利隨後被La Pavoni公司的创始人購買，該公司从1905年开始在米兰小规模生产浓缩咖啡机。第一台意式浓缩咖啡机由法国人路易·伯纳德·拉博特（Louis Bernard Rabaut）于1822年发明。

## 外部連接
维基共享资源上的相關多媒體資源：濃縮咖啡機